# Apicia umbrilineata
Apicia umbrilineata là một loài bướm đêm trong họ Geometridae.